# Conseil Keewaytinook Okimakanak
Le Conseil Keewaytinook Okimakanak (Keewaytinook Okimakanak Council en anglais et ᑮᐌᑎᓅᐠ ᐅᑭᒫᐦᑳᓇᐠ (Giiwedinoog Ogimaakaanag) en oji-cri, ce qui signifie « Chefs du Nord ») est un conseil tribal comprenant six Premières Nations dans le Nord-Ouest de l'Ontario au Canada. Il a été fondé en novembre 1991. Le conseil d'administration du conseil tribal est formé des chefs des Premières Nations membres. Il fait partie de la Nishnawbe Aski Nation.

## Premières Nations membres
- Première Nation de Deer Lake
- Première Nation de Fort Severn
- Première Nation de Keewaywin
- Première Nation de McDowell Lake
- Première Nation de North Spirit Lake
- Première Nation de Poplar Hill